# なかいま強
なかいま 強（なかいま つよし、1960年4月13日 - ）は、日本の漫画家。スポーツマンガを多く手がける。沖縄県出身。沖縄大学中退。身長約168cm。

## 来歴
中学・高校・大学は野球に打ち込んで過ごす（ただし大学は肩を壊し、1年で中退）。上京後はしばらく卵問屋に就労していた。
ちばあきおのアシスタント出身。プロデビュー後も東京都内で執筆活動していたが、1991年から故郷の沖縄県に活動拠点を移している。
1984年『わたるがぴゅん!』（月刊少年ジャンプ連載）でデビュー。各種スポーツ漫画を中心に、少年・青年漫画を発表している。
『わたるがぴゅん!』は2004年夏の完結まで20年間連載された。
第35回（平成元年度）小学館漫画賞少年部門受賞（『うっちゃれ五所瓦』）。
2010年には沖縄県立博物館・美術館で開催の「沖縄マンガ展」に出席、制作実演等を行った。

## その他
漫画家としてデビュー後も、少なくとも1981年ごろには二つの（一つはちばてつや主宰）、1989年ごろにもなんらかの草野球チームに所属していたとしている。またこの当時には、自分の作品には確固たる方向性などはなく、毎週毎週、何がおもしろいのだろうと手探りで執筆している、と語っている。

## 作品リスト
- わたるがぴゅん!（1984年 - 2004年、『月刊少年ジャンプ』、集英社、全58巻、中学野球）
- うっちゃれ五所瓦（1988年 - 1991年、『週刊少年サンデー』、小学館、全12巻、ワイド版全6巻、文庫版全6巻、高校相撲）
  - うっちゃれ五所瓦 粘り腰編（2023年 - 、『ビッグコミック』2023年3号[9] - 、小学館、既刊7巻、大相撲[9]）
- こんこんちきち（1996年、『週刊ヤングサンデー』、小学館、全1巻、落語）
- ゲイン（1997年 - 1998年、『週刊少年サンデー』、全7巻、高校ラグビー）
- 黄金のラフ〜草太のスタンス〜（1999年 - 2011年、『ビッグコミック』、小学館、全33巻、プロゴルフ）
  - 黄金のラフII〜草太の恋〜（2014年 - 2019年、『ビッグコミック』、小学館、全13巻、プロゴルフ）
- ライスショルダー（2007年 - 2013年、『モーニング』、講談社、全18巻、女子ボクシング）
- 南風原カーリングストーンズ（2020年 - 2022年、『ビッグコミック』、小学館、全8巻、カーリング）

### 原作のみ担当
- キック・ザ・ちゅう（画：杉崎守、1991年 - 1993年、『月刊少年ジャンプ』、全8巻）
- 佐々霧兵吾 円錐剣（画：山田芳裕、1992年、『ミスターマガジン』、講談社） - 山田芳裕短編集『泣く男』に収録。

## 師匠
- ちばあきお